# راسکینگتون
راسکینگتون (به انگلیسی: Ruskington) یک روستا و محله مدنی در بریتانیا است که در کستورن شمالی واقع شده‌است. راسکینگتون ۵٬۱۶۹ نفر جمعیت دارد.